# زنبوريات ساحرة
زنبوريات ساحرة (الاسم العلمي: Eucharitidae)، فصيلة دبابير طفيلية من رتبة غشائيات الأجنحة. تضم 417 نوعًا ضمن 55 جنسًا. توجد في المناطق الاستوائية من العالم.